# Agia Marina Kelokedharon
Agia Marina Kelokedaron (in greco Αγία Μαρίνα Κελοκεδάρων?) è una comunità (in greco κοινότητα?, koinótita) del distretto di Paphos a Cipro.

## Geografia fisica
Agia Marina Kelokedaron è sita 26 chilometri a nord-est di Pafo. Si trova ad un'altitudine di 485 metri sul livello del mare. Confina con Pentalia a nord, Kelokedara a est e a sud, Stavrokonou a sud-ovest e Amargeti a ovest.

## Origini del nome
Il nome della comunità deriva da Agia Marina e dal vicino villaggio di Kilokedara. Il nome Agia Marina è stato dato per distinguerla dai villaggi limitrofi che erano turco-ciprioti, mentre il nome Kelokedaron venne dato per distinguere il villaggio dall'omonimo villaggio del distretto di Pafo, Agia Marina Chrysochous, ma anche dalle altre tre comunità di Cipro con lo stesso nome.

## Storia
La data di fondazione di Agia Marina Kelokedaron è sconosciuta. Una fonte scritta del XVI secolo fa riferimento ad una prastio (piccolo insediamento agricolo) chiamato Agia Marina, confinante con il comune di Mamonia. È possibile che sia identificabile con Agia Marina Kelokedaron.
La tradizione vuole che durante il dominio ottomano, Agia Marina sia stata edificata sul sito di Tzira Eleousa (Kyra Eleousa), un'area vicino al torrente Xeropotamos e al villaggio di Nata. A causa della persecuzione degli Ottomani, i sopravvissuti si stabilirono nella località di Agios Georgios, situata accanto alla chiesa di Agia Marina, creando un nuovo insediamento. in quel luogo costruirono una chiesa dedicata ad Agios Georgios, che ora è in rovina. L'attuale insediamento di Agia Marina si trova più a nord di quell'insediamento.
La comunità era abitata da greco-ciprioti e turco-ciprioti. Nel 1923, dopo una lite, i turco-ciprioti lasciarono Agia Marina.
Secondo i censimenti condotti a Cipro, la popolazione della comunità è aumentata fino al 1960. Successivamente, essa è diminuita a causa dell'inurbamento. Nell'ultimo censimento del 2011 la popolazione ha mostrato un leggero aumento.

## Monumenti e luoghi di interesse

### Architetture religiose
- Chiesa di Agia Marina: è la chiesa principale della comunità. È una costruzione in pietra edificata all'inizio del XIX secolo sulle fondamenta di una più antica chiesa dedicata anch'essa ad Agia Marina, e fu ristrutturata a metà del 20º secolo.[4][5]
- Cappella di Agios Georgios: fu costruita durante il dominio ottomano. Oggi questa cappella è in rovina.[4][6]
- Monastero della Panagia tou Sinti: non si sa quando fu costruito. È certo che esistesse durante il periodo veneziano. Fu ricostruito nel 1997 e ha vinto il Premio Europa Nostra.[4][7]